# Joe Manchin
Joe Manchin (Farmington, 1947. augusztus 24. –) amerikai üzletember, független politikus, Nyugat-Virginia állam szenátora (2010–2024).

## Életpályája
1947. augusztus 24-én született a nyugat-virginiai Marion megyei Farmingtonban. Nagyapja, Giuseppe Mancini első generációs olasz bevándorló, aki 1904-ben érkezett az Újvilágba. Apja a nyugat-virginiai Farmingtonban bútorboltot vezetett, később pedig a település polgármestere lett. Középiskolai tanulmányai végeztével,1965-ben – az amerikai futball terén elért sikereinek köszönhetően – sportösztöndíjjal felvették a Nyugat-virginiai Egyetemre. 1972-ben közgazdászdiplomát szerzett, és a szülei boltjába kezdett dolgozni, majd szénkereskedőnek állt.
1982-ben demokrata színekben mandátumot szerzett a nyugat-virginiai képviselőházban, négy évvel később pedig a szenátusban. 1996-ban sikertelenül próbálkozott a kormányzóválasztáson, de nyolc évvel később, egy újabb megmérettetésben megszerezte a posztot (2004), 2008-ban újraválasztották. Amikor 2010-ben az állam legendás szenátora, Robert C. Byrd meghalt – székét ideiglenesen Carte Goodwin vette át –, a helye betöltésére kiírt időszaki választást megnyerte, majd két évvel később megőrizte a mandátumát, ezt követően, 2018-ban – a 2025. január 3-ig tartó időszakra – ismét. 2021 elején a szenátus Energetikai és Természeti Erőforrások Bizottságának lett az elnöke, de tagja még további három bizottságnak is, úgymint az Előirányzatok Bizottsága, a Fegyveres Erők Bizottsága és a Veteránügyi Bizottság.
2018-ban egyedüli demokrataként szavazta meg a szexuális zaklatással vádolt Brett Kavanaugh főbírói kinevezését.
2023 novemberében bejelentette, hogy nem indul újraválasztásért. 2024-ben elhagyta a Demokrata Pártot és függetlenként folytatta pályafutását.